# Kőröshegy
Kőröshegy (németül: Kreuzberg, középkorban: Kreuis tue, régebben: Kereszthegy) község Somogy vármegyében, a Siófoki járásban. A település jól ismert a Balatonhoz való közelsége miatt. Üdülőhely, amely évente több ezer látogatót vonz. Emellett híres a levendulása, amely a tihanyival vetekszik. A település a Balatonboglári borvidék része, szőlőtermelése és bora is nevezetes. Déli határában halad 2007 óta az M7-es autópálya és annak viaduktja, amely nevét – Kőröshegyi völgyhíd – a településről kapta, s mára annak jelképévé vált.

## Fekvése
A „magyar tenger” déli partjától három kilométerre, egy völgyben fekszik, a Kaposvár–Szántód közti 6505-ös út mentén. Mára összeépült Balatonföldvárral a község nyugati végén, míg Szántódtól egy kilométerrel délre terül el. Déli irányban Kereki a szomszédos település, két kilométer távolságra, Siófoktól 18 kilométerrel délnyugatra, a megyeszékhelytől, Kaposvártól 61 kilométerrel északra fekszik.
Kőröshegy és környéke a Somogy vármegyei dombvidékhez tartozik, közelebbről a Külső-Somogyi völgye a Kőröshegyi-völgy. Hossza körülbelül 15 kilométer, átlagos szélessége 300-400 méter, tengerszint feletti magassága 106 métertől a Gyugy-tető 312 méteres magasságáig terjed. Keleti oldalán; a Malom-árok teraszához alkalmazkodva a Balatonföldvár-Andocsi-hát, a Balaton-árok húzódik a Jaba és a Kis-Koppány tábladarab közt.
A település a Balatonboglári borvidék részét képezi.

## Nevének eredete
- A legnagyobb valószínűség szerint a kőrisfáról kapta nevét. Ez a fafaj ennek a területnek jellemző fája. A középkori határleírásokban Kreuris tue (azaz Kőristő) mint határjel szerepel. A „-hegy” utótag Somogyban csak dombot jelent, Kőröshegyet félkörben dombok veszik körül.
- Darnay Kajetán szerint egy szittya király neve volt Kőrös, akinek országa Ázsiában terült el. Népe magával hozta ezt a nevet, és elhelyezte Magyarország számtalan helyére.
- Népi etimológia szerint: mivel a falut körös-körül hegy veszi körbe, erről kapta a nevét.
- Oláh Miklós esztergomi érsek 1536-os írásában Kereszthegynek nevezi.
- Tikos István helyi plébános 1819-ben „Keren”-nek és Kereszthegynek is említi.

Az évszázadok során számtalan formában írták nevét az oklevelek és a térképek, de lényegében mindenütt megmaradt a Kőröshegy név.

## Története

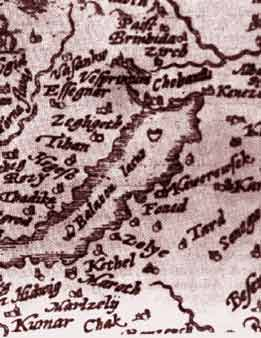
Kőröshegy Johannes Blaeu 1641-es térképén

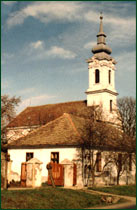
A kőröshegyi református templom

A vidék már az őskortól lakott. Ezt régészeti leletek is tanúsítják. Első okleveles említése 1082-ből származik, melyben I. (Szent) László a veszprémi káptalan birtokai közé sorolta, még a tihanyi apátság alapító levele a pannonhalmi apátság Szent Benedek-rend birtokai közé sorolta. Ezt III. Sándor pápa 1175-ben, majd II. Orbán pápa is 1187-ben megerősítette. III. Ince pápa 1215-ben Somogy vármegye egy részét, közte Kőröshegyet is anyagiak tekintetében a pannonhalmi apátságnak, egyházi szempontból a veszprémi püspökségnek rendelte alá.
IV. Béla idejében, Albeus mester összeírta a község jobbágyait, így azok ma név szerint is ismertek. 1376-ban a pannonhalmi rend somogyi jószágkormányzóságának székhelye volt.
1386-tól Mária királynő birtokai között szerepelt, majd királyi birtok lett. Luxemburgi Zsigmond 1396-ban Péczelnembéli Marcali Miklósnak és testvérének adományozta a falut a közelben lévő Fejérkő (Kereki) várral együtt. A 15. században a Báthoriak, majd a törökverő Perky Lajos szlavóniai lovaskapitány birtokolta.
Kőröshegy a középkor végén mezőváros volt. 1532-ben a török megjelenése előtt még 12 ferences élt a 2000 négyzetméteres kolostorban. (Romjai az általános iskola udvarában vannak.) A török alatt a ferencesek elhagyták itteni kolostorukat, a templom megrongálódott, és hol török iskolaként, hol istállóként működött.
A török időkben a törökkoppányi szandzsák egyik náhijeszékhelye volt. Az ekkor Kőrösvárosnak nevezett faluban 1563-ban harminc, 1580-ban harmincöt adófizetőt számláltak. Száz év múlva, amikor a törököt kiűzték a területről, már csak tizennyolc adózóportáról volt tudomás. Már 1617-ben volt a falunak református lelkésze és tanítója is. A törökök zaklatása elől a 17. század közepén a falu lakossága a Gyugy-puszta melletti Diós-völgybe és a Diós-oldalba menekült. E század végére visszaszivárgott – a nagyrészt református – lakosság a faluba. Itt; 1671-ben újra felépítette az elpusztult templomát.
A török kiűzése után a 17. századtól a Széchényiek birtoka lett. A török 1683-ban hagyta el Kőröshegyet, de már 1688-ban Széchenyi György egervári és pölöskei főkapitány, Szent György várának örökös ura, egy levelében említést tesz „…Kőröshegy nevű kastély és faluhelyünkről…”. Az akkori kastély még csak földszintes volt. A ma is álló kastélyt egyemeletes késő barokk stílusban 1780 körül építették. A Széchenyieknek jelentős szerep jutott a falu újjáépítésében. A 18. század folyamán az erősen megrongálódott és elhagyatott katolikus templomot fokozatosan újjáépítették, önálló plébániát hoztak létre 1759-ben. A templomot évtizedeken át közösen használták reformátusok és katolikusok, amelyet a földesúr 1749-ig engedélyezett. A reformátusok II. József idején 1784-ben építették templomukat, majd 1794-ben hozzá fatornyot. A ma is fennálló református templomot pedig 1813–1818 között építették fel.
1848–49-es forradalom és szabadságharc idején Kőröshegyről többen is beálltak honvédnek. A falun áthaladó Jelasics bán seregének utódvéd csapatait háborgatták, illetve a helyi pincékbe csalogatták, ott leitatták őket, és többeket megöltek közülük. A 19. század folyamán a falu iparosodott, vízimalmok működtek, téglagyár épült, és tovább folytatódott a hagyományos céh szervezeti keretben működő híres pintér és kádár céhek működése.
1862-ben óriási tűzvész pusztított a faluban, melyben leégett 43 ház, a református templomtorony, paplak és tanítói lakás. Nyolc év alatt azonban mindent újjáépítettek.
1924–1932 között gróf Széchenyi Zsigmond is birtokos volt itt.
Napjainkban szőlőjéről, boráról nevezetes község.

## Közélete

### Polgármesterei
- 1990–1994: Pavlek Ferenc (független)[5]
- 1994–1998: Pavlek Ferenc (független)[6]
- 1998–2002: Pavlek Ferenc (független)[7]
- 2002–2006: Kiss Ferencné (független)[8]
- 2006–2010: Marczali Tamás (független)[9]
- 2010–2014: Marczali Tamás (független)[10]
- 2014-2019: Marczali Tamás (független)[11]
- 2019–2024: Marczali Tamás (független)[12]
- 2024– : Poór Gyula (független)[1]

## Népesség
A település népességének változása:
| Lakosok száma | 1329 | 1327 | 1330 | 1351 | 1357 | 1393 | 1422 |
|               | 2013 | 2014 | 2015 | 2021 | 2022 | 2023 | 2024 |

A 2011-es népszámlálás során a lakosok 88,7%-a magyarnak, 2,8% németnek, 0,3% cigánynak mondta magát (10,7% nem nyilatkozott; a kettős identitások miatt a végösszeg nagyobb lehet 100%-nál). A vallási megoszlás a következő volt: római katolikus 51%, református 17%, evangélikus 1,5%, görögkatolikus 0,2%, felekezet nélküli 12,6% (17% nem nyilatkozott).

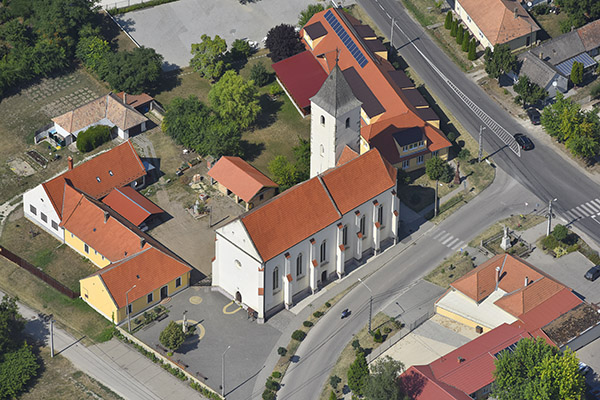
Római katolikus templom – légi fotó (Kőröshegy)

2022-ben a lakosság 91,2%-a vallotta magát magyarnak, 2,9% németnek, 0,4% cigánynak, 0,1-0,1% lengyelnek, románnak, görögnek, örménynek, szlovénnek és horvátnak, 2,7% egyéb, nem hazai nemzetiségűnek (8,3% nem nyilatkozott; a kettős identitások miatt a végösszeg nagyobb lehet 100%-nál). Vallásuk szerint 38% volt római katolikus, 13% református, 1,2% evangélikus, 0,1% görög katolikus, 1% egyéb keresztény, 1,1% egyéb katolikus, 12,9% felekezeten kívüli (32,4% nem válaszolt).

## Nevezetességei

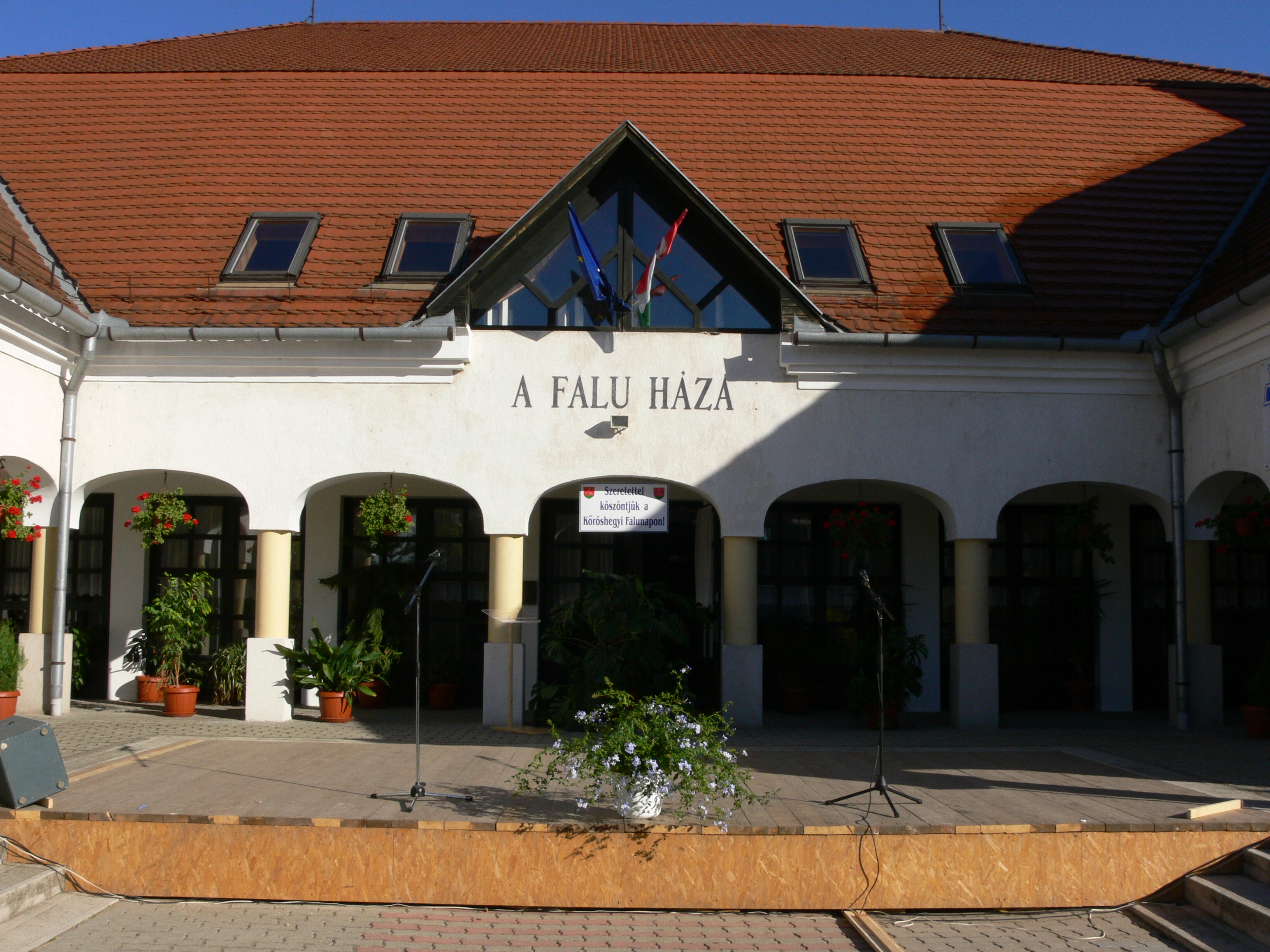
Faluház

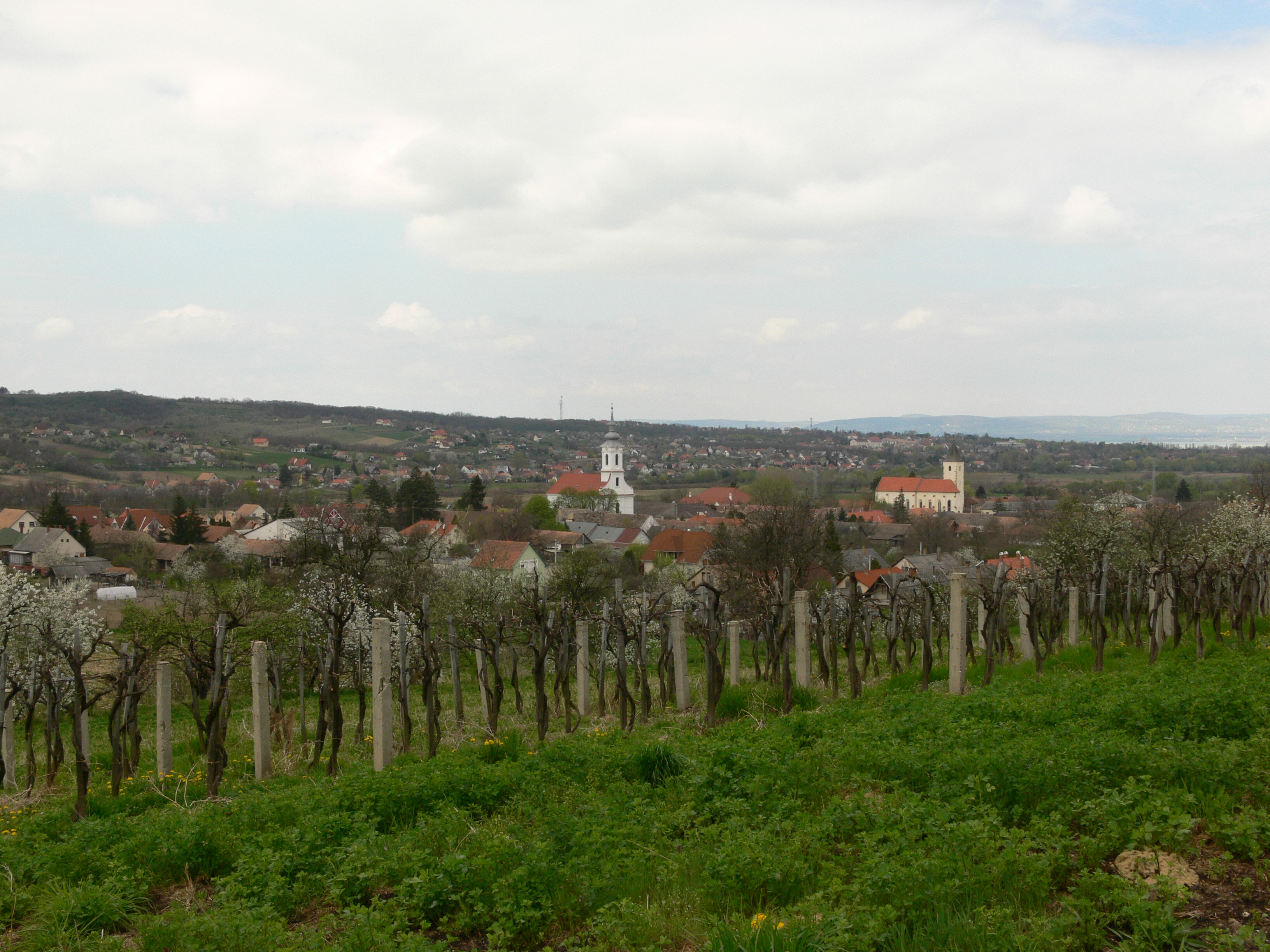
Kőröshegyi panoráma

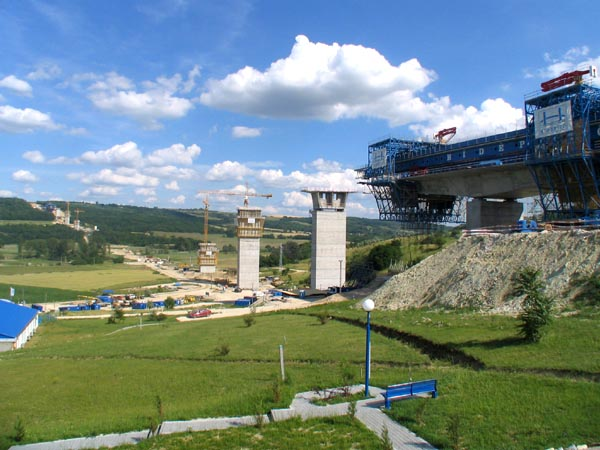
A Kőröshegyi völgyhíd építése

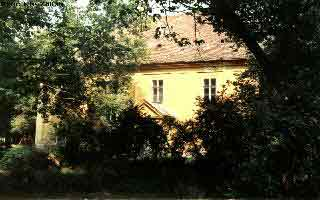
A Széchenyi-kastély

- Római katolikus templom (15. század második fele) Gótikus stílusban építette: Báthori István országbíró. A templom teljes hossza kívülről 33,7 m. Az aránylag hosszú szentélye 14,5 m, szélessége 7,7 m. A hajó 16,1 m hosszú és 8,9 m széles. A templom nyugati kapuja fölött kerek ablak az ún. rózsaablak vagy Szent Katalin kereke található, melyben egy középső hatszöget kőrácsos halhólyagmintával díszítettek. Kívülről, a templom déli oldalán öt, a délnyugati és a délkeleti sarkán egy-egy, az apszis három oldalánál is egy-egy támpillér helyezkedik el. A templom déli oldalán, a támasztópillérek között hat gótikus ablak található, melyeknek magassága 4,5 m, szélessége 1,2 m. A templomot többször is renoválták, (1906, 1969–1970) legutóbb 2002-ben
- Református templom (17. század eleje). Miután a török elhagyta a falut, a templomot leromboltatta és felégette. A ma is fennálló templomot 1813 tavaszán kezdték építeni, 1818 augusztusában készült el. Renoválása 1987-ben és újabban 2004-ben történt.
- Az Öreg-hegy oldalán megépült pinceváros helyi különlegesség.
- A Széchenyi-kastélyt Széchenyi György, a pölöskei és egervári végházak főkapitánya építtette 1680 körül. Erre az épületre vagy ennek helyére épült a jelenlegi késői barokk kastély 1780 körül. Leghíresebb lakója a vadász-író Széchenyi Zsigmond 1923-tól, nyolc éven keresztül , 1931 őszéig lakott a kastélyban. Itt született meg első máig is nagy sikerű műve – első vadászexpedíciójának élményéből – a Csui. (1930) Kőröshegyről az Ünnepnapok című művében ír. A mai formájában kétszintes kastély a 15. században földszintes fogadóépület volt kisebb alapterülettel a délről jövő és a kelet–nyugati utak kereszteződésében. A források szerint ezt a Balatonig nyúló birtokot gróf Széchényi György kalocsai érsek, Egervár kapitánya – s így a Széchenyi család – 1677-ben kapta meg a török elleni harcban szerzett érdemeiért. Széchenyi György mint az egervári és pölöskei végvárak főkapitánya, Szent György várának és a hozzátartozó jószágainak örökös ura, 1688-ban kelt levelében „…Kőröshegy nevű kastély és faluhelyünkről…” ír. Ez az épület még földszintes volt a néphagyomány szerint. A Széchenyi-kastélyt gróf Széchenyi Lajos építtette 1780–1790 körül, egyetemes, későbarokk, copf stílusban. Széchenyi Zsigmond így ír róla: „A múlt század legelején készült …a francia direktórium nevét viselő »directoire-stílus«, tetszetősen egyszerű vonalai szerint. Lajos nevű dédapám építette gazdatiszti otthonnak. …Az emeleti szobákat »intervenciós« szobának mondják. Az elnevezésnek a tulajdonképpeni eredetére soha nem sikerült rájönnöm. Akkoriban így nevezték az efféle tartalék szobákat, ahova a tulajdonost »kvártélyozták időszaki látogatásakor«. Széchenyi Zsigmond 1923-tól nyolc éven keresztül, 1931 őszéig lakott a kastélyban. Ebben a nyolc évben három Afrika-expedíciót vezetett. Itt a kőröshegyi kastélyban született meg első, máig is legsikeresebb műve, első afrikai vadászexpedícióciójának élményeiből, a „Csúi” 1930-ban. Az Ünnepnapok című művében írja. „De utolsó kőröshegyi éveimben, az egyre szaporodó oroszlánbőrök és egyéb afrikai fenevadak kiszorították már az esetleges vendégeket is. Sőt, utóbb már saját magam is csaknem kiszorultam, annyi lett a vadállat.” A vadászó gróf testvére fiának, gróf Széchenyi Gyulának adta nászajándékként a vadászkastélyt, aki egy Eszterházy herceglányt vett feleségül. A birtok jó része parkként volt berendezve, hozzá halastó is tartozott. A kastélyt a II. világháború vihara lényegében megkímélte, majd 1945 után államosították. Széchenyi Zsigmond nem hagyta el az országot, hanem maga is részt vett a belső átalakításokban. A kastélyépületben öt lakás és a Termelőszövetkezet irodái kaptak helyet. További két lakás kialakítására került sor a konyhaépület bővítésével, toldalékok ragasztásával. Az új tulajdonosok (a Tanács, helyi TSZ.) a későbbiekben az épülettel nem sokat törődtek, számottevő karbantartást, felújítást nem végeztek. Ebben az időszakban egy gépjavító is működött itt a parkban, szanaszét heverő gépekkel és géproncsokkal. A második világháború után is vannak az átalakított kastélynak a Széchenyi családhoz tartozó lakói. Ők csak a földszinten éltek (3 szoba és a hercegnő kisszobája), az emeletet a helyi gépállomás emberei foglalták el. 1956-ban az épület utolsó Széchenyi lakói (idős házaspár három leánnyal és két fiúval) is elhagyták a kastélyt és az országot. Széchenyi Gyula gróf mérnökként dolgozott egy székesfehérvári építőipari vállalatnál, míg 1956-ban ő is elhagyta családjával az országot. Az elmúlt kb. négy évtized során a park ritka fáit ismeretlen tettesek kivagdosták, építkezésekhez használták el, vagy eltüzelték. A kastélyt körülvevő kerítést és kapupilléreket is kidöntötték, elhurcolták. A rendszerváltás óta az épületek üresen álltak, rajtuk semmilyen állagmegóvási munka nem történt. A melléképületek és az istálló romba dőlt, anyagait elhordták. Az épületet 2000-ben egy magánszemély megvásárolta és egyben elhatározta, hogy az eredeti állapot visszaállításával méltó emléket állít Széchenyi Zsigmondnak. A kastély felújítása befejeződött.
- Népi parasztházak találhatók: Petőfi Sándor utca 65. szám alatt (épült: 1869), Petőfi Sándor utca 92. szám alatt, 1850 körül) és a Kossuth Lajos utca 86. szám alatt. A fehérre meszelt, oromfalas, nádtetős parasztházak legattraktívabb része az oszlopos, boltíves tornác.
- Dézsmapince (Borkút utca végén) A középkor óta használták bortárolásra. Jelenleg nem látogatható.
- A Völgyhídi Horgásztó Változatos, nagyhalakban gazdag halállomány várja a horgászat szerelmeseit a több mint öthektárnyi Völgyhídi halastavaknál. A Völgyhídi Viadukt átadásával egy időben a Kőröshegyi Széchenyi Zsigmond Vadászkastély felújítási munkálatai is befejeződtek. A kastélyhoz tartozó 32 hektáros birtokon, lenyűgöző természeti környezetben, közel 5 és fél hektáros halastórendszer eredeti állapotába visszaállítva várja a horgászatot kedvelő sporttársakat. A halastavak a legkönnyebben Kőröshegyen a kastély melletti úton közelítheti meg, kavicsos út vezet egyenesen a tó csodás környezetéhez. Az évek során rendszeresen frissített, nagy halakban gazdag halállománnyal várja a látogatókat, hogy nálunk jusson a legnagyobb élményfogásához. A tórendszerbe telepített halak közt ponty, amúr, csuka, afrikai harcsa, süllő, fogas, keszeg, kárász egyaránt megtalálható, így garantáltan változatos fogásban lehet része. A megváltott napijeggyel minden nap reggel 6 órától este 6 óráig két bottal horgászhat.
- A Kőröshegyi völgyhíd az M7-es autópálya viaduktja.
- A kőröshegyi teknősparkban növényevő és ragadozó, kis- és óriásteknősök, -keltetők láthatók, illetve gyermekek számára játszótér is található. A parkban hazánk egyetlen teknősgyűjteménye tekinthető meg.

## Képek

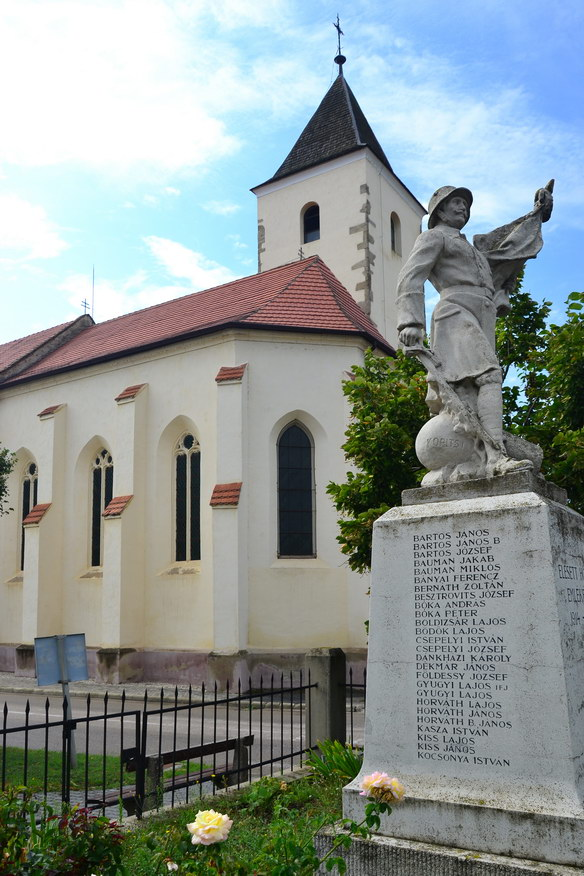
A Szent Kereszt-templom
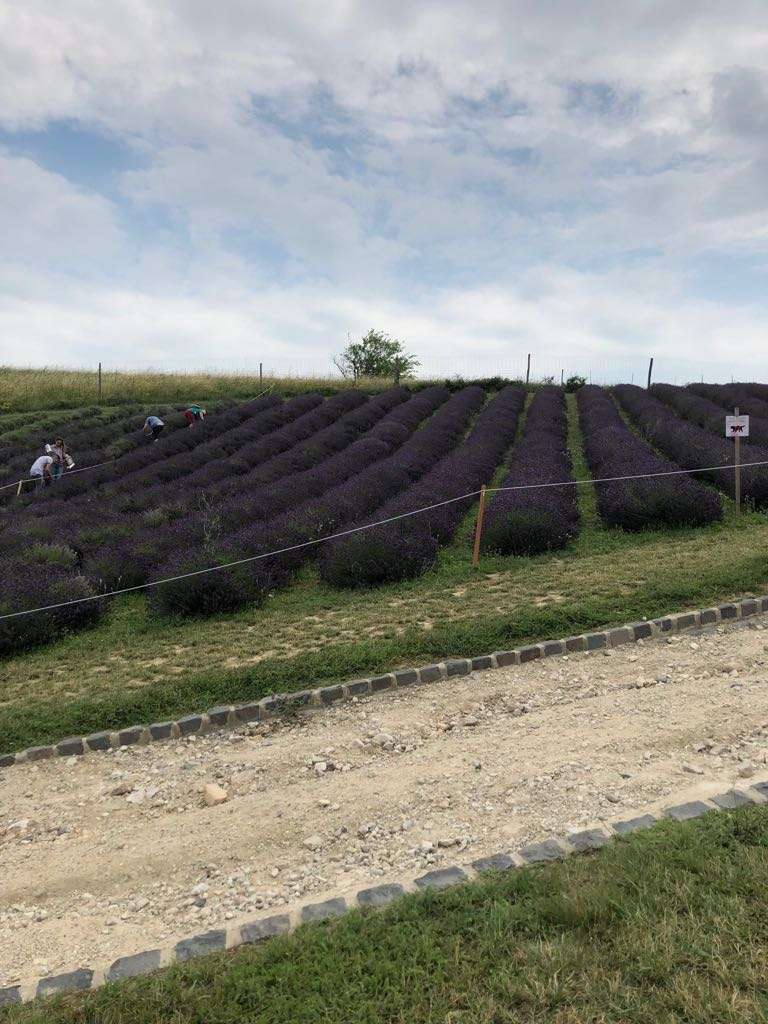
A kőröshegyi levendulás
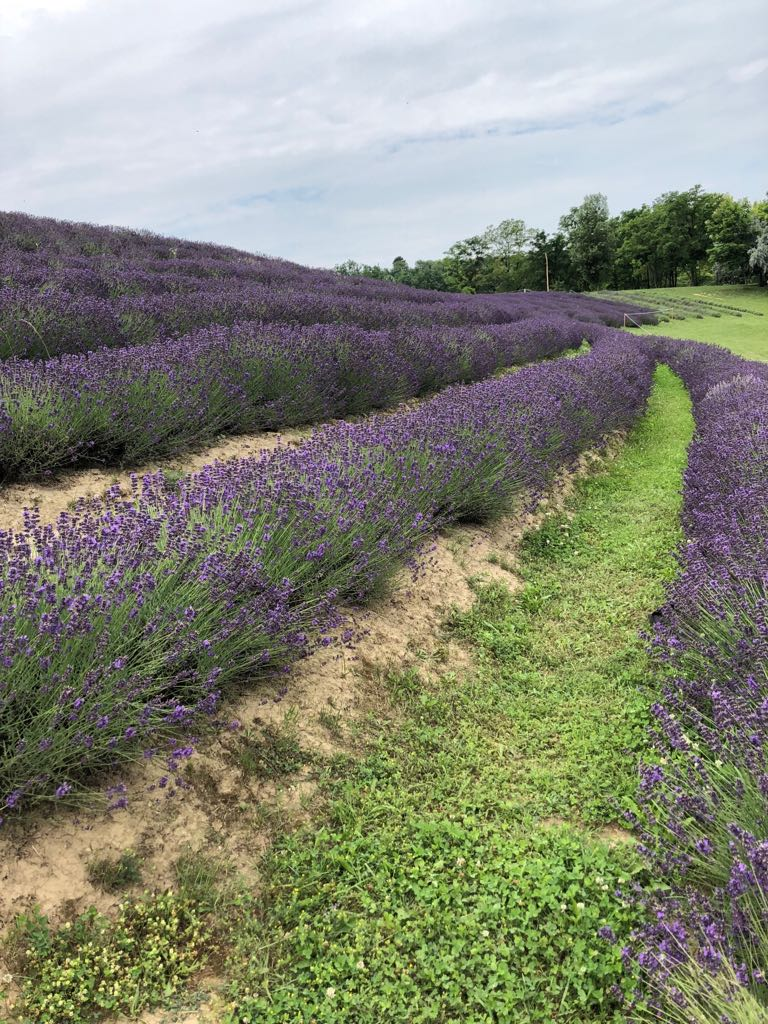
A kőröshegyi levendulás
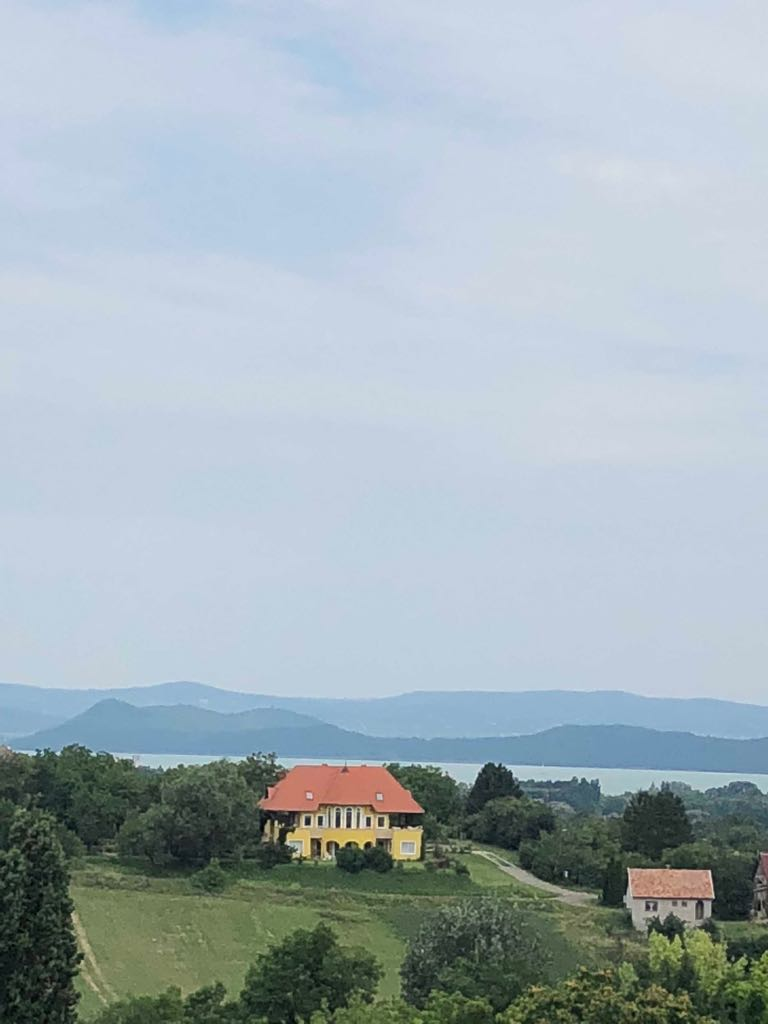
Panoráma a Kishegyről – szemben a Balaton és a Tihanyi-félsziget
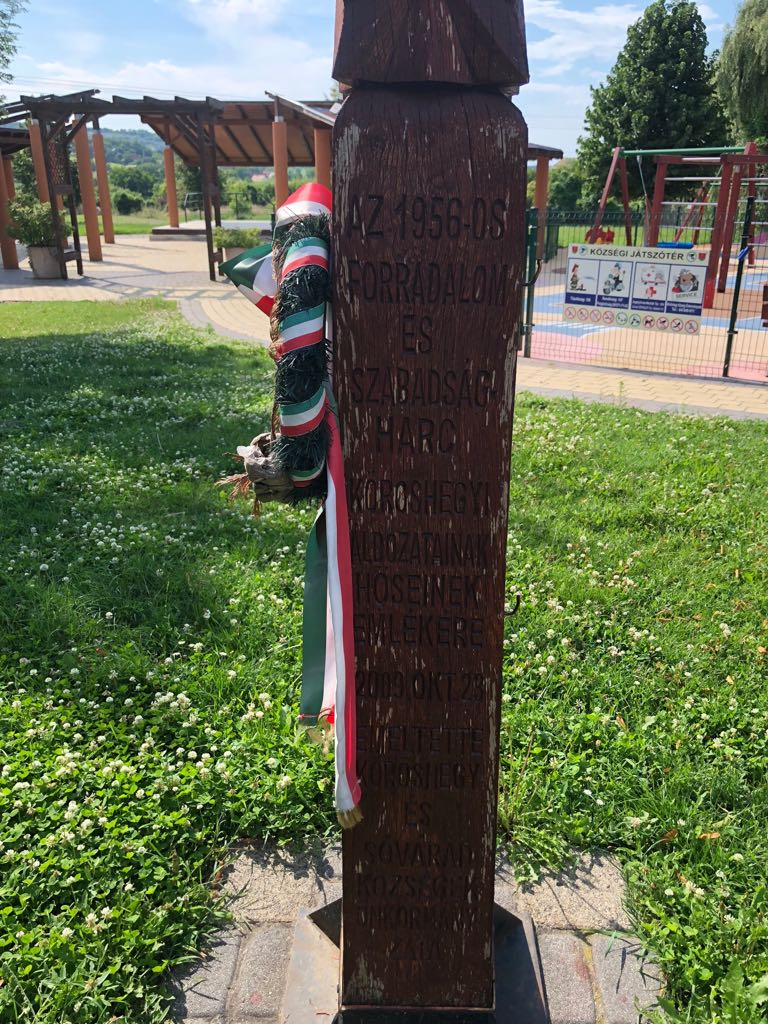
II. világháborús kopjafaemlékmű
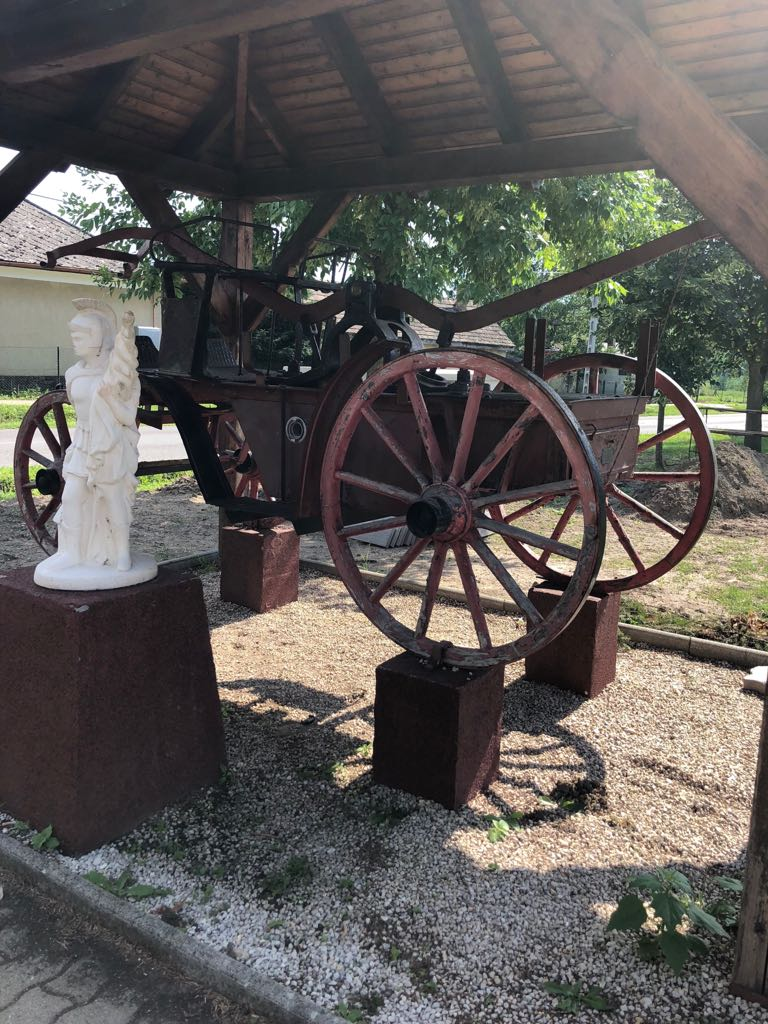
Régi tűzoltókocsi
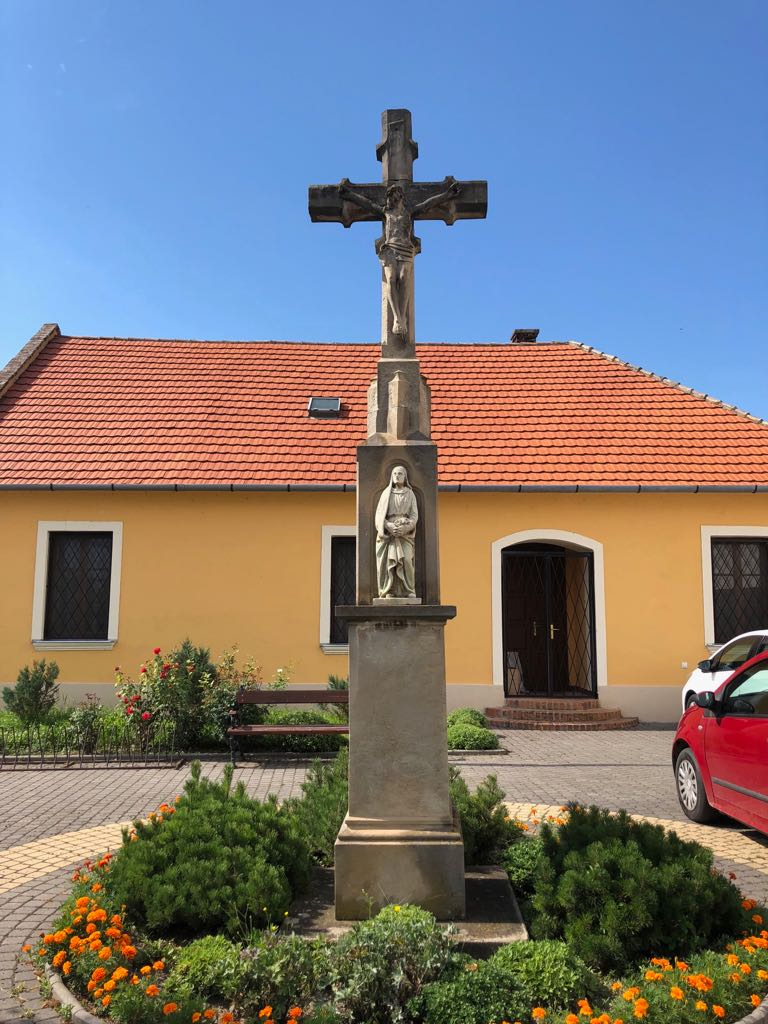
A Szent Kereszt és Szűz Mária szobra
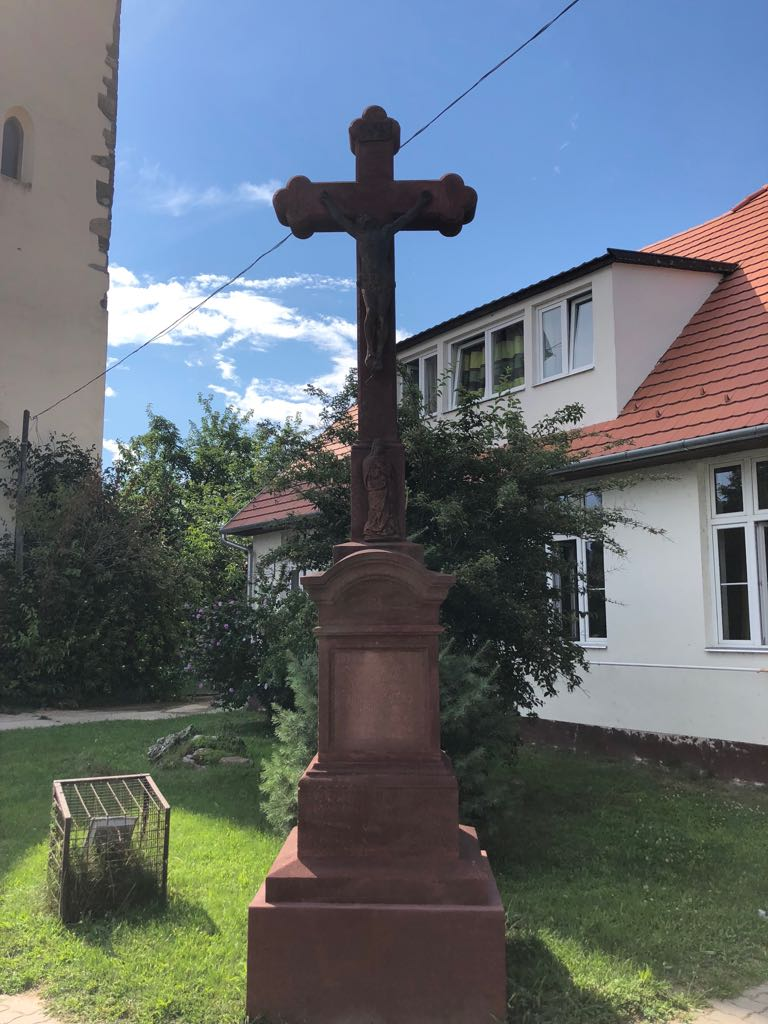
Szent Kereszt-emlékmű
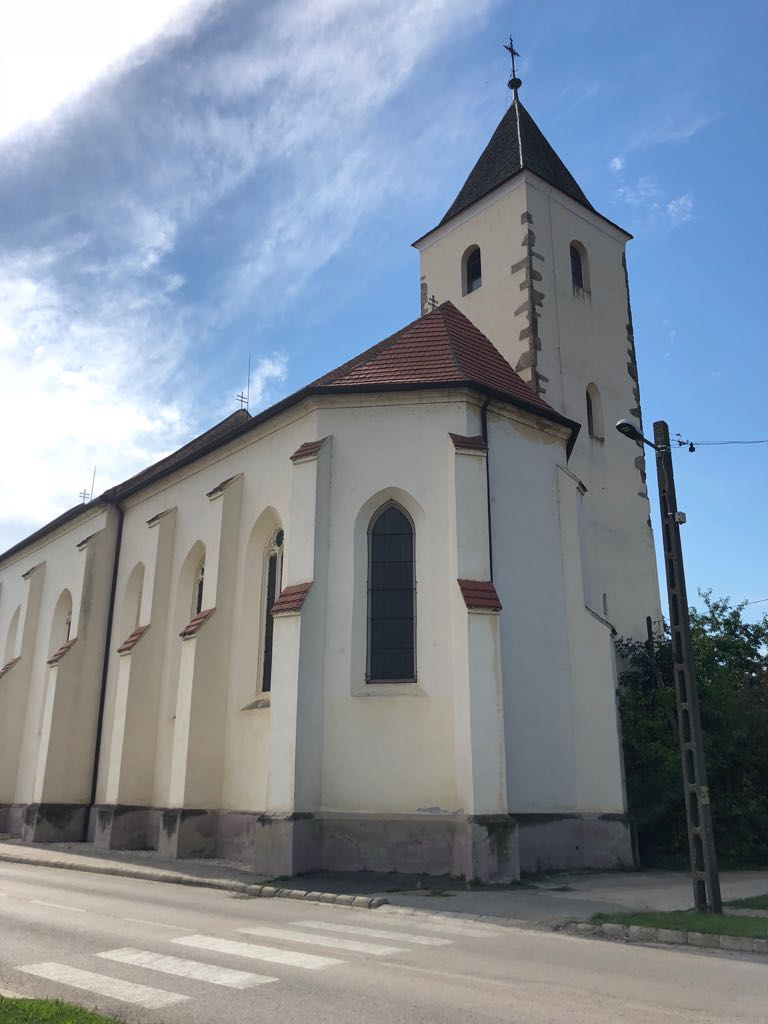
A római katolikus templom
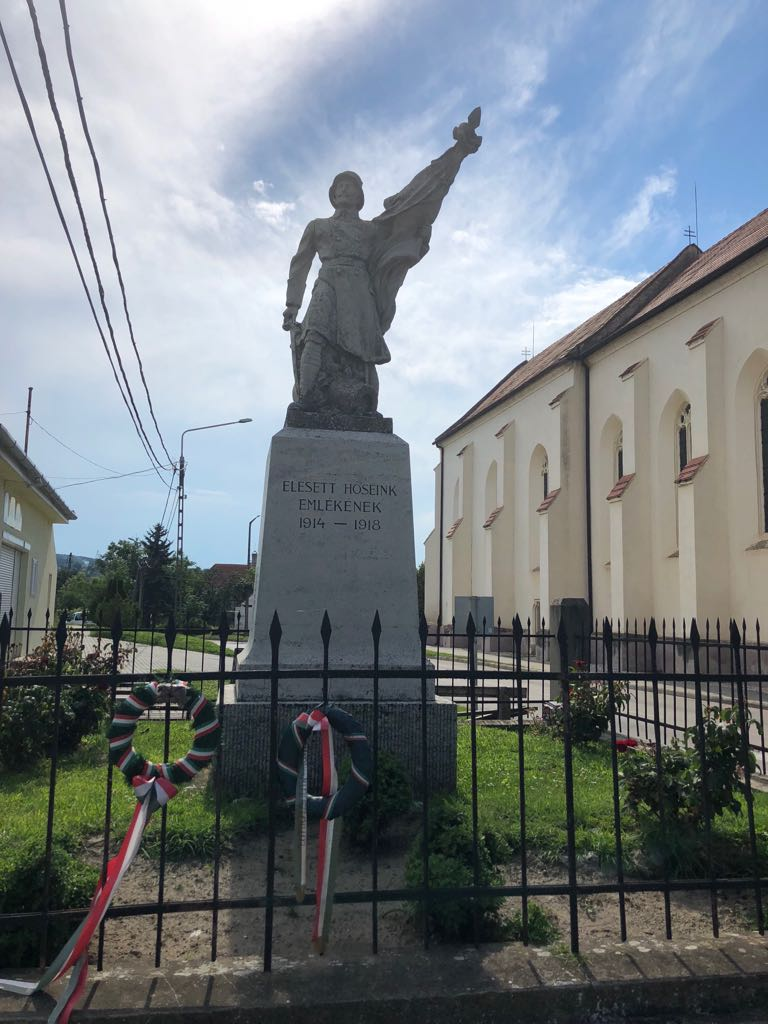
Első világháborús emlékmű
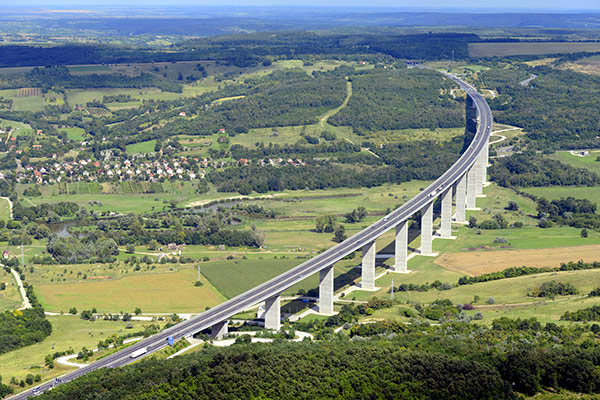
A viadukt

## Híres emberek
- Széchenyi Zsigmond vadász-író, aki 1923–1931 között élt Kőröshegyen. Itt írta meg híres könyvét, a Csuit (1930).
- Kozma Sándor (Kőröshegy, 1825 – Budapest, 1897) a magyar királyi államügyészség megteremtője, első államügyésze
- Gaál György (Ireg (ma: Iregszemcse), 1814 – Kőröshegy, 1896) református lelkész, aki részt vett a negyvennyolcas szabadságharcban, annak leverése után Kufsteinben raboskodott, onnan szabadulva Kőröshegy református Lelkipásztora volt.
- Csepelyi Rudolf (Kőröshegy, 1920. július 25. – Melbourne, 2000. július) író, költő, újságíró
- Orsós Ottó, eredeti neve Orován Ottó (Budapest, 1911. június 24. – Balatonfüred, 1939. szeptember 1.) növénykutató, a kőröshegyi „régi” temetőben lett eltemetve.
- Vépi Péter (született: Kőröshegy, 1949. október 20.) olimpiai ezüstérmes labdarúgó
- Fördős Dávid (Ferdős Dávid) (szenci) (Mezőlak 1787. december 27. – 1866. november 11.) református lelkész, tanár, költő, 1818-tól tizenegy évig kőröshegyi református lelkész volt.
- Fördős Lajos (Gyönk, 1817. június 7. – Kecskemét, 1884. május 5.) református lelkész, főesperes, író, költő. Előbbi fia, aki étt élt 1818–1829 között.

## Testvértelepülése
- Sóvárad, Erdély

### Kiadványok
- Kőröshegy-Műemlékek Tájak-Korok-Múzeumok Kiskönyvtár 325. szám (1988)
- Reöthy Ferenc: Kőröshegy Kőröshegy Község Elöljáróságának kiadványa (Kőröshegy, 1990)
- Bunovácz Dezső (szerk.): Magyarország régiói – Dél-Dunántúl – Somogy megye (Ceba Kiadó, 2004)

### Említése különböző leírásokból
- Széchenyi Zsigmond: Ünnepnapok
- Cs. Szabó László: Balatoni képeslapok – Kőröshegy. In: Nyugat, 1940/9. sz.